# El Alcázar
El Alcázar é um município argentino da província de Misiones, situado dentro do departamento Libertador General San Martín.
Se situa em uma latitude de 26° 44' sul e em uma longitude de 54° 46' oeste. 
O município conta com uma população de 5.127 habitantes, segundo o censo do ano 2001 (INDEC).